# Hajo Libor
Hajo Libor (* 28. September 1962 in Hamburg) ist ein Ingenieur und Drachenbootsportler.

## Leben
Hajo Libor studierte Luft- und Raumfahrttechnik an der TU München. Er förderte die Verbreitung des Drachenbootsports in Tschechien und war von 2002 bis 2004 Steuermann des Tschechischen Nationalteams. 

## Sportliche Erfolge
- 2002 Weltmeister Club Crew über 250 m in Rom
- 2003 Weltmeister Nations Cup über 500 m in Posen
- 2004 Europameister Nations Cup über 500 m in Stockton-on-Tees
- 2004 Weltmeister Nations Cup über 2000 m in Shanghai